# ثيو دي يونغ
ثيو دي يونغ (بالهولندية: Theo de Jong)‏ (مواليد 11 أغسطس 1947) هو لاعب كرة قدم. يلعب مع منتخب هولندا لكرة القدم. سبق له أن لعب في كأس العالم لكرة القدم مع منتخب بلاده.

## روابط خارجية
- ثيو دي يونغ على موقع الاتحاد الدولي (مؤرشف)  (الإنجليزية)
- ثيو دي يونغ على موقع قاعدة بيانات كرة القدم.إي يو (الإنجليزية)
- ثيو دي يونغ على موقع ناشيونال فوتبول تيمز (الإنجليزية)
- ثيو دي يونغ على موقع عالم كرة القدم.نت (الإنجليزية)